# Ivan Valentovič
Ivan Valentovič (* 15. April 1954 in Trnava) ist ein slowakischer Politiker. 
Er ist Mitglied der SMER und war von 2006 bis 2008 Gesundheitsminister der Regierung unter Robert Fico.